# Phyllognathopus viguieri
Phyllognathopus viguieri är en kräftdjursart som först beskrevs av Émile Maupas 1892.  Phyllognathopus viguieri ingår i släktet Phyllognathopus och familjen Phyllognathopodidae. Inga underarter finns listade i Catalogue of Life.